# Center Air Pilot Academy
Center Air Pilot Academy (CAPA) også kendt som Center Air er en af Skandinaviens største uddannelsesinstitutioner for professionelle piloter og den første skole i verden der uddannede MPL-piloter (Multi-Crew Pilot License).

## Flåde
Center Air flåden består af:
- 5 Tecnam P-Mentor fly
- 2 Tecnam P2006 MKII fly
- 2 Piper PA28 Cadet fly